# Trachelas quisquiliarum
Trachelas quisquiliarum là một loài nhện trong họ Trachelidae.
Loài này thuộc chi Trachelas. Trachelas quisquiliarum được Eugène Simon miêu tả năm 1906.